# 安达卢西亚政府
安达卢西亚政府（西班牙語：Junta de Andalucía），中文又称安达卢西亚自治区政府，是西班牙安达卢西亚自治区自治政府的政治组织机构。由安达卢西亚议会、安达卢西亚政府主席和安达卢西亚政府理事会三部分组成。

## 组织架构
安达卢西亚政府组织架构如下：

### 安达卢西亚议会
立法机构。议会代表（议员）由普遍選舉产生。议会所在地为塞维利亚圣五伤医院旧址。

### 安达卢西亚政府主席
政府主席有权指导协调理事会，对外代表安达卢西亚政府形象。由安达卢西亚议会投票选出，由西班牙国王正式任命。

### 安达卢西亚政府理事会
行政合议机构。它由理事会主席，副主席和议员组成，通常在每周的星期二定期举行会议。目前有11个部门。

### 其他机构
| 其他自治机构                                                                                   |                                                          |        |
| 名称                                                                                           | 主要职责                                                 | 网站   |
| Defensor del Pueblo Andaluz 安达卢西亚申诉专员公署                                             | 监察监督                                                 | [ 10 ] |
| Consejo Consultivo de Andalucía 安达卢西亚协商委员会                                           | 民主协商                                                 | [ 11 ] |
| Cámara de Cuentas de Andalucía 安达卢西亚会计局                                                | 公共部门经济事务审核预算                                 | [ 12 ] |
| Consejo Audiovisual de Andalucía 安达卢西亚视听委员会                                          | 监管公共与私人媒体、审核广告、制裁媒体违规行为等         | [ 13 ] |
| Consejo Económico y Social de Andalucía 安达卢西亚经济与社会委员会                             | 社会经济咨询和社会参与、促进民间与政府在经济事务上的沟通 | [ 14 ] |
| Consejo de Transparencia y Protección de Datos de Andalucía 安达卢西亚信息公开与数据保护委员会 | 政务公开、重要数据保护                                   | [ 15 ] |
| 来源：官方网站                                                                                 |                                                          |        |

## 图集

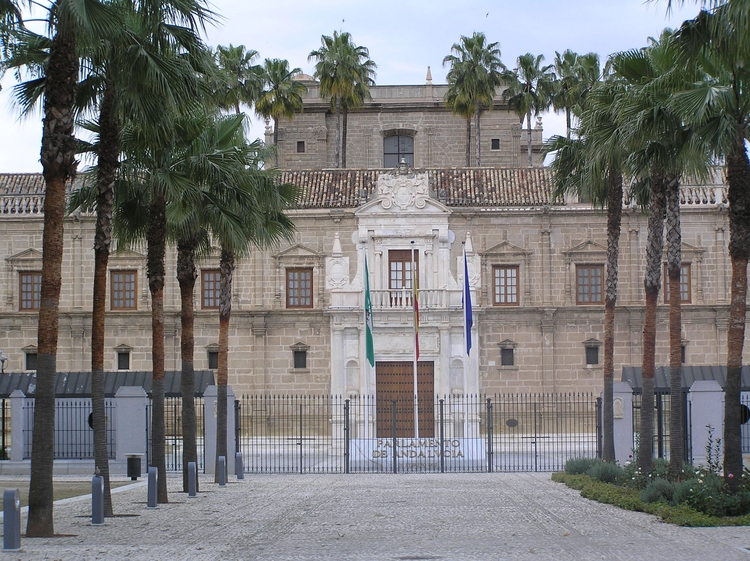
圣五伤医院议会所在地
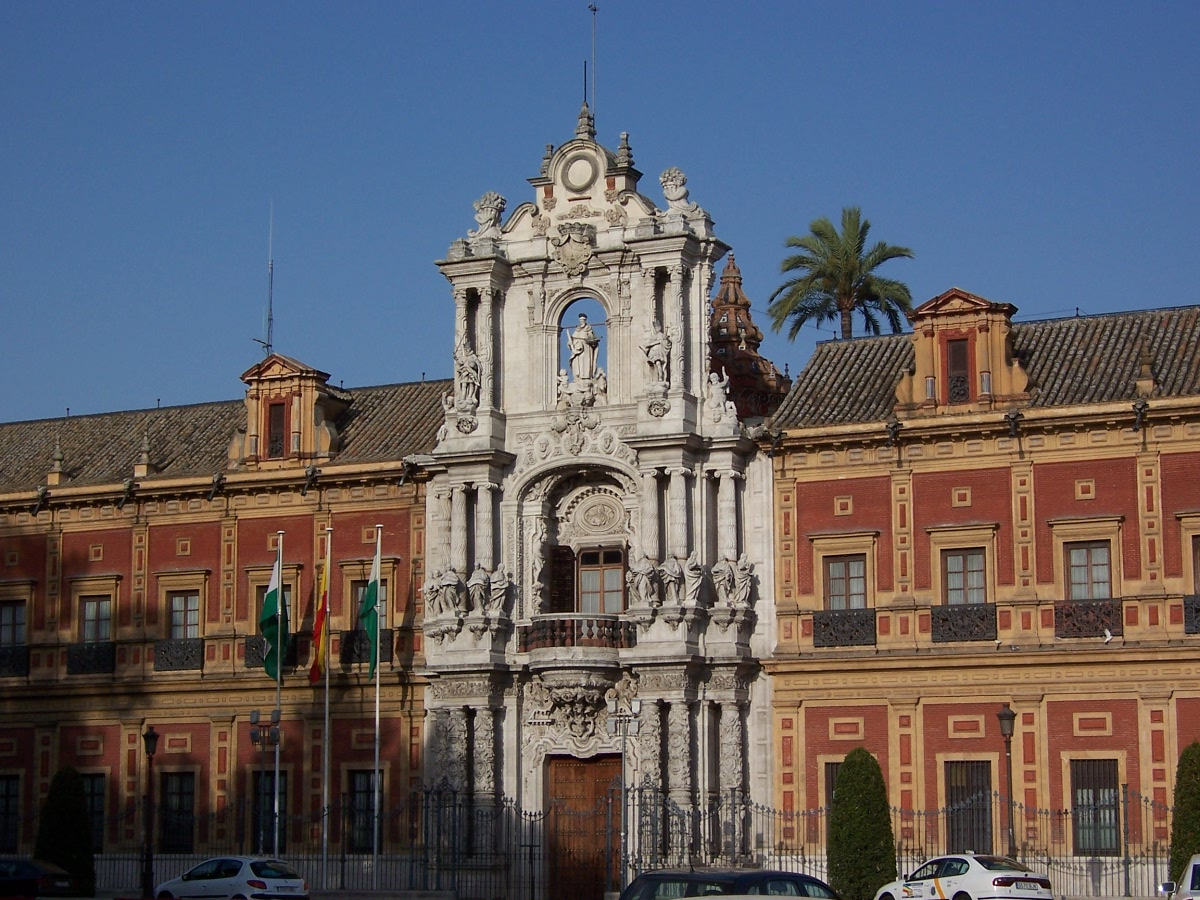
圣特尔莫宫
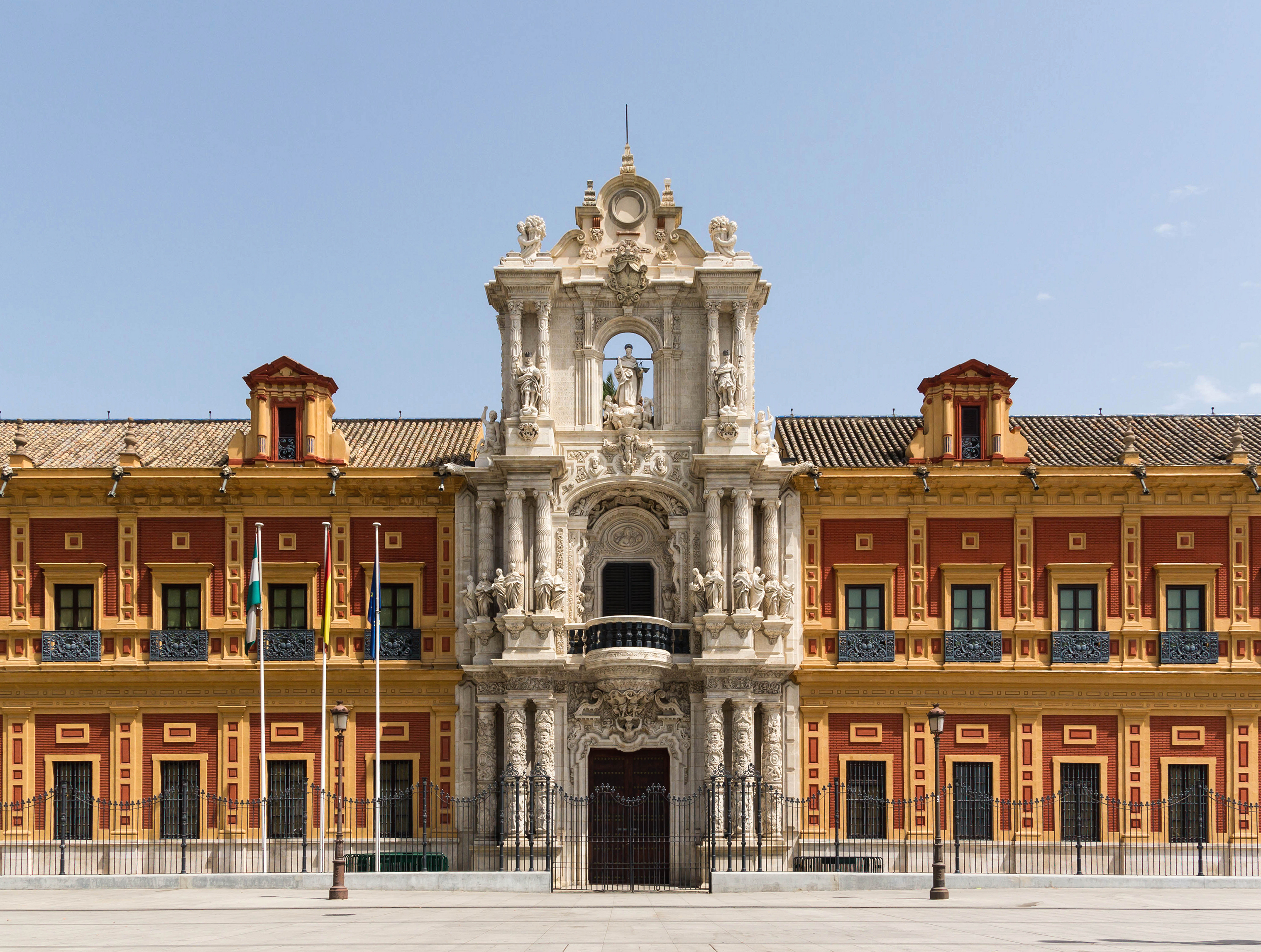
圣特尔莫宫
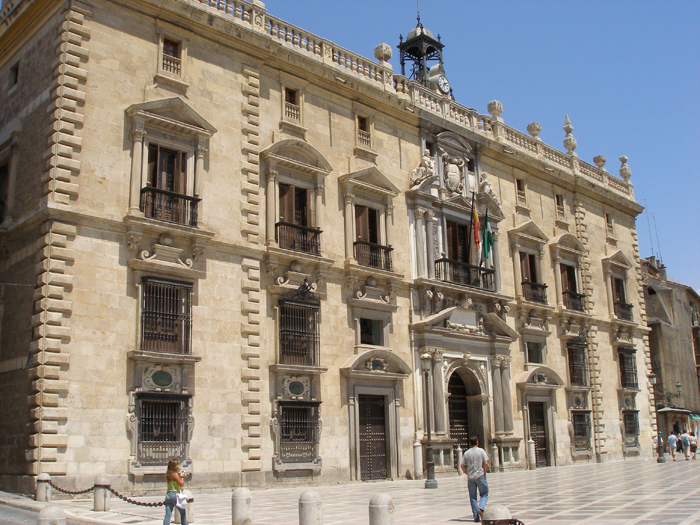
格拉纳达最高法院